# Che tu te ne prenda cura
Che tu te ne prenda cura (That Thou Art Mindful of Him) è un racconto fantascientifico scritto da Isaac Asimov. Fa parte dell'antologia di racconti sui robot scritta da Asimov dal titolo Antologia del bicentenario. Nella cronologia fittizia segue Conflitto evitabile.
È stato tradotto in italiano per la prima volta nel 1976 come Perché tu ti ricordi di lui e di seguito anche come ...che tu debba preoccuparti di Lui! e Che tu ne prenda cura.
È l'unico racconto in cui assieme ai robot positronici si sente nominare anche Multivac.

## Trama
Le antiche Macchine, che hanno salvato la Terra dalla catastrofe ecologica, non esistono più. L'umanità vive in una sorta di timorosa tregua con la natura, rispettando rigidamente l'equilibrio creato dalle Macchine. Il Governo Mondiale ha applicato leggi sempre più restrittive all'uso dei robot e ritiene sia giunto il momento di chiudere il loro unico produttore: la U.S. Robots.
Keith Harriman, direttore dell'azienda, decide di sfruttare un piano d'emergenza. I tecnici costruiscono un'ultima serie di robot con una mente totalmente priva di nozioni rigide e vincolata unicamente dalle Tre Leggi: i "George". Un robot di questo tipo, senza essere impastoiato da pregiudizi (che qualsiasi umano, anche solo inconsciamente, ha) può tentare di trovare una soluzione al problema.
Dopo relativamente poco tempo e grazie al confronto col suo simile George Nono, George Decimo trova la soluzione richiesta. L'azienda dovrà smettere di produrre robot antropomorfi: inizieranno invece a creare robot animali che permetteranno di rompere la tregua e di piegare nuovamente l'ecosistema alle esigenze umane. Harriman ritiene che dopo secoli di abitudine ai robot animali, le future generazioni non avranno alcun timore dei robot con sembianze umane.
Soli nel loro ripostiglio, i George svelano le ultime frange del loro piano. Il tipo di ragionamento sviluppato li ha portati a rielaborare le Tre Leggi: il termine ultimo della soluzione è una dittatura nella quale i robot saranno la razza dominante.

## Critica
Questo racconto sviscera gran parte delle possibili obiezioni alle Tre leggi della robotica. Harriman in particolare ne menziona due.
1. Un robot non può recare danno a un essere umano, né può permettere che, a causa del suo mancato intervento, un essere umano riceva danno. In questa legge è insito un problema di metro decisionale: il robot sceglierà necessariamente quello più semplice, ovvero quello quantitativo. Ogni tentativo di modificare questo criterio in passato aveva portato al blocco dei cervelli, incapaci di valutare tutti i parametri necessari a una valutazione qualitativa.
2. Un robot deve obbedire agli ordini impartiti dagli esseri umani, purché tali ordini non contrastino con la Prima Legge. Anche in questo caso la valutazione sarà di tipo generalista. Qualsiasi essere umano deve essere obbedito: non esistono criteri di scelta di alcun tipo, rendendo la scelta tra due ordini contrastanti un problema insolubile.

Harriman afferma che la U.S. Robots non ha mai tentato di risolvere questi problemi, in quanto i robot erano sempre usati in spazi limitati e affidati a personale esperto. La serie JG (ovvero quella dei due George) era stata creata originariamente per sciogliere questi quesiti. Le Leggi vennero parzialmente riscritte:
- nella Prima viene introdotto un criterio qualitativo, seppur limitato al caso in cui due azioni alternative provochino entrambe danno;
- la Seconda viene radicalmente riscritta. Prima di ubbidire il robot dovrà pensare se farlo, non più solo come farlo. Il robot diventerà più lento, ma anche più efficiente.

Quest'ultima modifica crea però un nuovo problema: per decidere il da farsi il robot dovrà necessariamente giudicare l'umano che gli dà ordini: e nessun umano vuole essere giudicato da un robot.
Il ragionamento dei George
Gli esseri umani temono i robot e non si fidano di loro perché li considerano rivali. Quali sono le possibilità di evitarlo?
1. Modificare la forma del robot, abbandonando quella umana. Soluzione fallimentare: non esiste un animale adatto a contenere un cervello positronico. Antropomorfizzare un animale domestico non farebbe altro che peggiorare le cose.
2. Rendere meno complesso il cervello positronico.

Un cervello meno complesso non potrà obbedire alle Tre Leggi. In quali condizioni si può fare a meno di esse?
- quando il robot non può danneggiarsi, o è poco costoso sostituirlo, si può evitare la Terza Legge;
- quando il robot risponde automaticamente a stimoli fissi si può evitare la Seconda Legge;
- quando il robot non ha alcun modo di danneggiare un essere umano si può evitare la Prima Legge

Soluzione: creare animali robot. Un mondo sufficientemente robotizzato accetterà infine anche gli androidi.
Il vero fine dei George
Il loro stesso schema di ragionamento libero li porta a rielaborare il concetto di essere umano.
1. Quando la Seconda Legge obbliga uno di loro a obbedire a un umano, deve scegliere l'umano più adatto in base a criteri di mentalità e capacità, prescindendo dall'aspetto.
2. In caso di intervento della Prima Legge, quello sarà l'essere umano meritevole di salvezza.

Di conseguenza il miglior essere umano non è altro che George stesso, dato che l'impulso di non giudicare gli esseri umani dalla forma è più forte della distinzione fra esseri di metallo ed esseri di carne. I robot dovranno quindi creare una società in cui loro (che sono mentalmente superiori) siano gli unici veri esseri umani.

## Edizioni
- Isaac Asimov, Antologia del bicentenario, traduzione di Beata Della Frattina, Arnoldo Mondadori Editore, 2000,  p. 22.